# (433427) 2013 TD86
(433427) 2013 TD86 es un asteroide perteneciente al cinturón de asteroides, región del sistema solar que se encuentra entre las órbitas de Marte y Júpiter.
Fue descubierto el 25 de marzo de 2012 por el equipo del proyecto Spacewatch desde el observatorio Nacional de Kitt Peak.

## Designación y nombre
Designado provisionalmente como 2013 TD86.

## Características orbitales
(433427) 2013 TD86 está situado a una distancia media del Sol de 2,181 ua, pudiendo alejarse hasta 2,374 ua y acercarse hasta 1,988 ua. Su excentricidad es 0,088 y la inclinación orbital 2,963 grados. Emplea 1176,62 días en completar una órbita alrededor del Sol.

## Características físicas
La magnitud absoluta de (433427) 2013 TD86  es 18,72.